# 蓮沼 (川口市)
蓮沼（はすぬま）は、埼玉県川口市の大字。郵便番号は334-0064。

## 地理
川口市東部の新郷地区に位置する。ほとんどが本蓮となり、新郷蓮沼交差点周辺のごくわずかなエリアだけが大字蓮沼として残っている。宅地や郵便局、商業施設といった土地利用である。地区の南端を見沼代用水東縁が流れ、蓮沼橋が架かる。

## 歴史
もとは江戸期より存在した足立郡舎人領に属する蓮沼村であった。
- 1871年（明治4年）11月13日 - 第1次府県統合により埼玉県の管轄となる。
- 1879年（明治12年）3月17日 - 郡区町村編制法により成立した北足立郡に属す。郡役所は浦和宿に設置。
- 1889年（明治22年）4月1日 - 町村制施行に伴ない、赤井、東本郷、蓮沼、前野宿、東貝塚、大竹、峯、新堀、榛松、江戸袋の十箇村が合併し、新郷村が成立。新郷村の大字蓮沼になる。
- 1940年（昭和15年）4月1日 - 新郷村が同郡鳩ヶ谷町（1950年に再分離、2011年に再編入）、芝村、神根村と共に川口市に編入され消滅。川口市の大字となる。
- 1986年（昭和61年）7月1日 - 大字蓮沼の大部分と東本郷、江戸袋の各一部から本蓮一丁目〜四丁目が成立[5]。

## 世帯数と人口
2021年（令和3年）1月1日現在の世帯数と人口は以下の通りである。
| 町丁 | 世帯数  | 人口  |
| ---- | ------- | ----- |
| 蓮沼 | 118世帯 | 221人 |

## 小・中学校の学区
市立小・中学校に通う場合、学区（校区）は以下の通りとなる。
| 番地                               | 小学校               | 中学校           |
| ---------------------------------- | -------------------- | ---------------- |
| 大字蓮沼 299番地〜大字蓮沼 302番地 | 川口市立新郷小学校   | 川口市立東中学校 |
| その他                             | 川口市立東本郷小学校 | 川口市立東中学校 |

## 交通

### 鉄道
町域に鉄道は敷設されていない。最寄り駅は埼玉高速鉄道の鳩ヶ谷駅となる。

### 道路
- 埼玉県道34号さいたま草加線
- 東本郷赤山通り

## 施設
- 川口新郷郵便局
- 瀧野川信用金庫新郷支店

## 関連文献
- 「蓮沼村」『新編武蔵風土記稿』 巻ノ139足立郡ノ5、内務省地理局、1884年6月。NDLJP:763997/112。